# 草島村
草島村（くさじまむら）は、かつて富山県婦負郡にあった村。

## 地理
北側は富山湾に面する。

## 沿革
- 1889年（明治22年）4月1日 - 町村制の施行により、婦負郡草島村、古川村、上新川郡草島村及び金山新村の区域をもって、婦負郡草島村が発足する。
- 1941年（昭和16年）2月11日 - 婦負郡八幡村（やはたむら）、草島村及び百塚村が合併して、婦負郡八幡村（はちまんむら）が発足する。